# Ozark (Alabama)
Ozark é uma cidade localizada no estado americano do Alabama, no Condado de Dale.

## Demografia
Segundo o censo americano de 2000, a sua população era de 15.119 habitantes.
Em 2006, foi estimada uma população de 14.710, um decréscimo de 409 (-2.7%).

## Geografia
De acordo com o United States Census Bureau, a localidade tem uma área de 89,3 km², dos quais 88,7 km² cobertos por terra e 0,6 km² cobertos por água. Ozark localiza-se a aproximadamente 127 m acima do nível do mar.

## Localidades na vizinhança
O diagrama seguinte representa as localidades num raio de 24 km ao redor de Ozark.